# BH90210
BH90210 ist eine US-amerikanische Fernsehserie, die am 7. August 2019 bei Fox Premiere hatte. Es ist die sechste Serie im Beverly Hills, 90210 Franchise. Die Serienstars Jason Priestley, Shannen Doherty, Jennie Garth, Ian Ziering, Gabrielle Carteris, Brian Austin Green und Tori Spelling kehren in der neuen Serie zurück und interpretieren sich in einer neuen Version. Im November 2019 setzte Fox die Serie nach einer Staffel ab.
In Deutschland wurde sie am 13. Januar 2020 auf TVNOW erstausgestrahlt.

## Besetzung und Synchronisation
Die deutsche Synchronisation entstand unter der Dialogregie von Pierre Peters-Arnolds und dem Dialogbuch von Roland Hüve und Stefan Ludwig durch die Synchronfirma Cinephon Filmproduktions GmbH in Berlin.
| Schauspieler       | Rollenname       | Episode         | Synchronsprecher   |
| Gabrielle Carteris | Andrea Zuckerman | 1.01–1.06       | Anke Korte         |
| Shannen Doherty    | Brenda Walsh     | 1.01–1.06       | Kellina Klein      |
| Jennie Garth       | Kelly Taylor     | 1.01–1.06       | Julia Haacke       |
| Brian Austin Green | David Silver     | 1.01–1.06       | Dirk Meyer         |
| Jason Priestley    | Brandon Walsh    | 1.01–1.06       | Jaron Löwenberg    |
| Tori Spelling      | Donna Martin     | 1.01–1.06       | Christine Stichler |
| Ian Ziering        | Steve Sanders    | 1.01–1.06       | Manou Lubowski     |
| Ty Wood            | Zach             | 1.01–1.06       | Tim Schwarzmaier   |
| Christine Elise    | Emily Valentine  | 1.02–1.06       | Sandra Schwittau   |
| Natalie Sharp      | Anna Blakemore   | 1.03–1.06       | Birte Baumgardt    |
| Denise Richards    | Denise Richards  | 1.06            | Alexandra Wilcke   |
| Tahmoh Penikett    | Jack Carlisle    | 1.02–1.03       | Torben Liebrecht   |
| Karis Cameron      | Kyler Norris     | 1.01–1.04, 1.06 | Julia Bautz        |
| Ivan Sergei        | Nate             | 1.01–1.04, 1.06 | Sascha Rotermund   |
| Josh Epstein       | Produzent        | 1.01–1.02       | Michael Ernst      |
| Julia Benson       | Produzentin      | 1.02            | Dana Friedrich     |
| La La Anthony      | Shay             | 1.01–1.04, 1.06 | Damineh Hojat      |